# Wu Qingyuan
Wu Qingyuan (chiń. 吳清源, ur. 12 czerwca 1914 w Fuzhou, zm. 30 listopada 2014 r. w Odawara) – gracz go chińskiego pochodzenia, powszechnie znany pod japońską wersją swojego nazwiska – Seigen Go.

## Życiorys
Wu Qingyuan rozpoczął naukę go w stosunkowo późnym, jak na profesjonalistę, wieku 9 lat. Pierwszym jego nauczycielem był jego ojciec. W 1928 roku Go przeniósł się do Japonii. Rok później został profesjonalistą i od razu uzyskał siłę 3 dan. W kolejnych latach systematycznie awansował, aż do uzyskania siły 9 dana w 1950 roku.
| Stopień (profesjonalny) | Rok awansu |
| ----------------------- | ---------- |
| 3 dan                   | 1928 r.    |
| 4 dan                   | 1930 r.    |
| 5 dan                   | 1932 r.    |
| 6 dan                   | 1934 r.    |
| 7 dan                   | 1939 r.    |
| 8 dan                   | 1942 r.    |
| 9 dan                   | 1950 r.    |

W 1933 r. wraz z Minoru Kitani opracował i spopularyzował nowy system fuseki – shinfuseki, będący jedną z podwalin nowoczesnego go.
W 1961 r. Wu Qingyuan uczestniczył w wypadku motocyklowym, w którym doznał uszkodzenia układu nerwowego. Od tego czasu rozgrywał coraz mniej gier i od 1964 r. nie był już aktywnym graczem, natomiast jego oficjalne odejście na emeryturę nastąpiło dopiero w 1984 roku.
Seigen Go zmarł wczesnym rankiem z przyczyn naturalnych 30 listopada 2014 r. w mieście Odawara w Japonii. Miał 100 lat.